# Gephyromantis pseudoasper
Gephyromantis pseudoasper – gatunek płaza bezogonowego z rodziny mantellowatych (Mantellidae). Endemit północnego Madagaskaru.

## Występowanie
Ten gatunek endemiczny z północy Madagaskaru zamieszkuje tereny pomiędzy Sahamalasa i Masoala z jednej strony oraz rezerwatem Fôret d’Ambre i Parkiem Narodowym Montagne d’Ambre z drugiej, a być może i inne tereny, na których jeszcze nie wykazano jego obecności.
Bytuje on na wysokościach nie przekraczających 900 metrów nad poziomem morza. Cechuje go łatwa zdolność do adaptacji. Radzi sobie dobrze nie tylko w pierwotnych wilgotnych lasach równikowych, ale także w lasach wtórnych. Spotykano go zarówno na dnie lasu, jak i na drzewach.

## Rozmnażanie
Przebiega w strumieniach, inaczej niż u części jego bliskich krewnych.

## Status
W Czerwonej księdze gatunków zagrożonych IUCN płaz ten od 2004 roku klasyfikowany jest jako gatunek najmniejszej troski (LC, ang. Least Concern).
Gatunek ten o stabilnej populacji w niektórych miejscach spotykany jest w dużej obfitości.